# Jo Micovich
Jo Micovich (* 9. Mai 1926 in Barmen; † 8. Juli 2008 in Wuppertal) war eine deutsche Schriftstellerin, Lyrikerin, Hörspielautorin und Puppenspielerin.

## Leben
Jo Michovich wollte zunächst Schauspielerin werden und machte eine Schauspielausbildung. Aufgrund der Nachkriegsumstände und der Tatsache, dass ihr die damaligen weiblichen Rollenfächer nicht die gewünschten Darstellungen ermöglichten, entschied sich Micovich, beim Theater Alfredo Bannenberg eine Ausbildung zur Puppenspielerin zu machen. 1950 gründete sie ihr eigenes Reisetheater, die Vagantenbühne, Puppentheater J.M., mit der sie fast dreißig Jahre unterwegs war. Sie spielte Stücke aus eigener Feder, darunter Diskussionsspiele und verkehrspädagogische Szenen, vorrangig in Kindergärten und Grundschulen. Mit ihrem Puppentheater konnte Micovich jene Figuren und Inhalte spielen, deren Darbietung ihr als Schauspielerin wohl verwehrt geblieben wären.
1977 veröffentlichte sie mit Das 1x1 des Handpuppenspiels ihr erstes Buch, das – obwohl längst vergriffen – in Puppenspielerkreisen bis heute als eines der besten Lehrbücher zu diesem Thema gehandelt wird.
In den folgenden Jahren distanzierte sich Micovich jedoch mehr und mehr vom Puppenspiel und wandte sich intensiver der literarischen Arbeit zu. Sie begann, Einakter (erste Uraufführungen 1977 oder 1978) und Gedichte (erste Buchveröffentlichung 1979) zu verfassen.
Zu einem wichtigen Bestandteil ihrer Arbeit zählten auch Einzelveröffentlichungen in Literaturzeitschriften und Anthologien. Darüber hinaus aber begann sie eine umfangreiche Tätigkeit im Bereich der Fortbildung und Förderung des literarischen Nachwuchses in Form von Workshops, Literaturwerkstätten und Seminaren, unter anderem in Einrichtungen der Volkshochschule und von Familienbildungsstätten sowie in Justizvollzugsanstalten. Ihr hauptsächlicher Wirkungskreis wurde hierbei ihr Wohnort Wuppertal, immer wieder zog sie sich aber auch nach Cadaqués zurück.
Ab den 1980er Jahren erschienen mehrere ihrer Hörspiele als Produktionen des WDR in Köln. Als Herausgeberin war sie bis 1982 beim na und autorenverlag, Mainz, und bis 1983 bei Edition Cormoran, Wuppertal, sowie bei Karussell, Hefte für Literatur tätig.
Für ihre schriftstellerische Arbeit wurde Micovich mehrfach ausgezeichnet.
Jo Micovich starb am 8. Juli 2008 in ihrer Wohnung in Wuppertal im Schlaf. Micovich war sprichwörtlich bis zum letzten Tag dichterisch aktiv.

## Werke (Auswahl)
Bücher
- Das 1x1 des Handpuppenspiels (Sachbuch), Wuppertal 1977.
- Lücke in der Schallwand (Gedichte), Mainz 1979.
- Die unbekannte Schweiz (Prosacollage), Mainz 1980.
- An den Absturz gelehnt (Gedichte zum 50. Todestag von Federico García Lorca), Wuppertal 1985.
- Kaspertheater (Heft der Reihe In Sachen Spiel und Feier), Weinheim 1990
- Ich sehe Dich, weil ich Dich höre (Gedichte und Erfahrungsbericht über das „Schreiben im Knast“), Hrsg.: Pädagogischer Dienst der JVA Wuppertal 1997
- Niemand ist entkommen. Eine Jugend in Hitlerdeutschland 1943-45, Wuppertal 2008.

Anthologien (Auswahl)
- Juhre, Arnim (Red.): Almanach für Literatur und Theologie Nr. 8 (Thema: Angst), Wuppertal 1974.
- Junge, Regine (Hrsg.): Erdulden – retragen – widerstehen, Aachen 1990.
- Jo Micovich und Nina Liesegang: Gleichstrom – Wechselstrom, Wuppertal 1998.

Theaterstücke
- Der 60. Breitengrad (1977)
- Die Spinne (Uraufführung 1978, Kammerspiele Hamm)
- Weiss blütenweiss (Uraufführung 1978, Kammerspiele Hamm)
- Sprechen lernen (Uraufführung 1979, Jugendtheater Hamm)
- Schaschlik holt Wespe (Uraufführung 1979, Studio-Bühne der Westfälischen Wilhelms-Universität, Münster)
- Erdbeeren (1980)

Hörspiele
- Zugfahrt (WDR, 1986)
- Breidenbach (WDR, 1988)
- Die Gedanken sind frei (WDR, 1989)
- Cranger Kirmes (WDR, 1989)
- Katalonien 1925 (RIAS, 1992)

## Preise und Auszeichnungen
- Preis der „Hauni Stiftung“ für Der 60. Breitengrad (Thalia Theater, Hamburg, 1977)
- Lobende Erwähnung beim „Joseph-Dietzgen-Preis“ für Erdbeeren (Hennef (Sieg), 1980)
- Förderpreis Literaturpreis Ruhrgebiet für Cranger Kirmes (Essen und Bochum, 1988)
- „Walter-Hasenclever-Preis der Stadt Aachen“ für Prosa (Aachen, 1990)
- „Heinz-Risse-Literaturpreis der Bürgerstiftung Baden“ für Kurzprosa (Solingen, 1998)
- Aufnahme auf die Vorschlagsliste des Prix Italia für Katalonien 1925 (Jahr unbekannt)

## Nachlass
Der puppenspielerische Nachlass Micovichs befindet sich heute in der Sammlung der Piccolo Puppenspiele in Bergisch Gladbach, der schriftstellerische in privaten Händen in Wuppertal.
| Personendaten    | Personendaten                                            |
| ---------------- | -------------------------------------------------------- |
| NAME             | Micovich, Jo                                             |
| KURZBESCHREIBUNG | deutsche Schriftstellerin, Lyrikerin und Hörspielautorin |
| GEBURTSDATUM     | 9. Mai 1926                                              |
| GEBURTSORT       | Barmen                                                   |
| STERBEDATUM      | 8. Juli 2008                                             |
| STERBEORT        | Wuppertal                                                |